# Primer partido internacional de rugby
El partido de rugby jugado entre Escocia e Inglaterra el 27 de marzo de 1871 fue el primero internacional que se disputó en la historia. Se jugó en la actual Raeburn Place, un terreno de deportes en Edimburgo, ante 4.000 espectadores. El XV del Cardo ganó el partido, anotando dos tries contra un gol de la Rosa.

## Historia

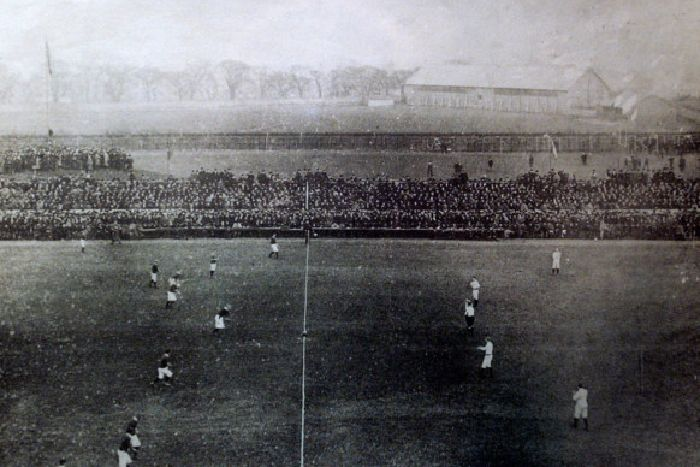
El partido.

El partido fue resultado de un reto emitido en el semanario deportivo Bell's Weekly el 8 de diciembre de 1870 y firmado por los capitanes de cinco clubes escoceses, invitando a «cualquier equipo seleccionado de toda Inglaterra» a un juego de 20 hombres por equipo y bajo las reglas del rugby. El juego se disputó en Raeburn Place, Edimburgo, la sede del club Edinburgh Academical FC, el 27 de marzo de 1871. La selección inglesa llegó toda de blanco con una rosa roja en su camiseta y Escocia vistió camisetas marrones con un cardo, pantalón blanco y medias rayadas en ambos colores.
Inglaterra fue capitaneada por Frederick Stokes de Blackheath y Escocia estuvo liderada por Francis Moncrieff. Los árbitros fueron Hely Hutchinson Almendra y A. Ward, escocés e inglés respectivamente.
En esta época, los partidos se ganaban por los goles marcados. Se anotaba un gol si la conversión del try marcado era exitosa y con un gol de mark, si se erraba cualquiera de ellos no se sumaba ningún punto. En caso de empate, ganaba quien anotara el primer try y no se pateaba la conversión.
El partido se jugó en dos tiempos de 50 minutos cada uno y fue ganado por Escocia, que anotó un gol. Ambos equipos marcaron tries pero no lograron convertirlos en goles, ya que las conversiones no tuvieron éxito. Angus Buchanan fue el primer hombre en anotar un try en test matches.
El siguiente partido se jugó un año después en The Oval, Londres y ganó Inglaterra. Al día de hoy, sigue siendo una importante rivalidad.

## Detalles del partido
| 27 de marzo de 1871 | Escocia                             | 1 – 0 | Inglaterra  | Raeburn Place, Edinburgh,                                                           |                                                                                     |
|                     | Try Buchanan Cross Conversión Cross |       | Try Birkett | Árbitro(s): (called umpires) Hely Hutchinson Almond (Scotland) and A Ward (England) | Árbitro(s): (called umpires) Hely Hutchinson Almond (Scotland) and A Ward (England) |

|  |  |

## Reporte
El 28 de marzo de 1871, se publicó un informe en la página 5 de The Herald con el título FOOTBALL MATCH - Inglaterra v Escocia:

Este gran partido de fútbol se disputó ayer, en el Academy Cricket Ground de Edimburgo, con un resultado muy gratificante para Escocia. El clima estuvo bien y hubo una gran afluencia de espectadores. Los jugadores estaban vestidos con traje apropiado, los ingleses con camiseta blanca, adornado con una rosa roja, y el uniforme marrón escocés, con un cardo. Aunque los buenos deseos de los espectadores fueron con el equipo escocés, sin embargo, se consideró que sus posibilidades eran pobres. La diferencia entre los dos equipos fue muy marcada, siendo los ingleses de una constitución mucho más pesada y fuerte en comparación con sus oponentes. El partido comenzó poco después de las tres, Escocia tuvo el pistoletazo de salida y durante algún tiempo ninguno de los dos bandos tuvo alguna ventaja. Escocia sin embargo, logró conducir el balón cerca del in-goal inglés y, empujando espléndidamente hacia adelante, finalmente lo puso en los cuartos de sus oponentes, que, sin embargo, evitaron cualquier daño que se acumulara al "tocar hacia abajo" con inteligencia. Este resultado calentó a los ingleses hasta su trabajo, y a pesar de la tremenda oposición se acercaron al in-goal escocés y patearon el balón más allá de él, pero fue inteligentemente 'tocado' que no obtuvieron ninguna ventaja. Esto terminó los primeros 50 minutos y los equipos cambiaron de lado.

Durante un tiempo considerable después del cambio, la pelota fue enviada de lado a lado y los "backs" tuvieron más trabajo que hacer. Sin embargo, con algunas carreras afortunadas, los escoceses se subieron a las fronteras de la tierra inglesa y trataron de forzar el balón más allá de la portería. Los ingleses se opusieron enérgicamente a este intento y durante un tiempo la lucha fue terrible, terminando con Escocia 'aterrizando' en el suelo de sus oponentes y con derecho a un "try". Este resultado fue recibido con vítores, que se renovaron con más corazón cuando Cross, a quien se le confió la 'conversión', hizo un hermoso gol. Esta derrota sólo agitó a los ingleses a nuevos esfuerzos y conduciendo el balón a través del campo, lograron también asegurar un 'try', pero desafortunadamente el hombre que recibió la 'conversión' no permitió suficiente viento y el balón se quedó corto. Después de esto, Escocia se volvió más cautelosa y jugó tan bien que, después de varios intentos, marcó un segundo 'try', pero la buena suerte no asistió a la 'conversión' y el gol se perdió. El tiempo se declaró entonces cesado y Escocia ganó por un 'try' convertido.